# Caesalpinia angulata
Caesalpinia angulata là một loài thực vật có hoa trong họ Đậu. Loài này được (Hook. & Arn.) Baill. miêu tả khoa học đầu tiên.

## Hình ảnh

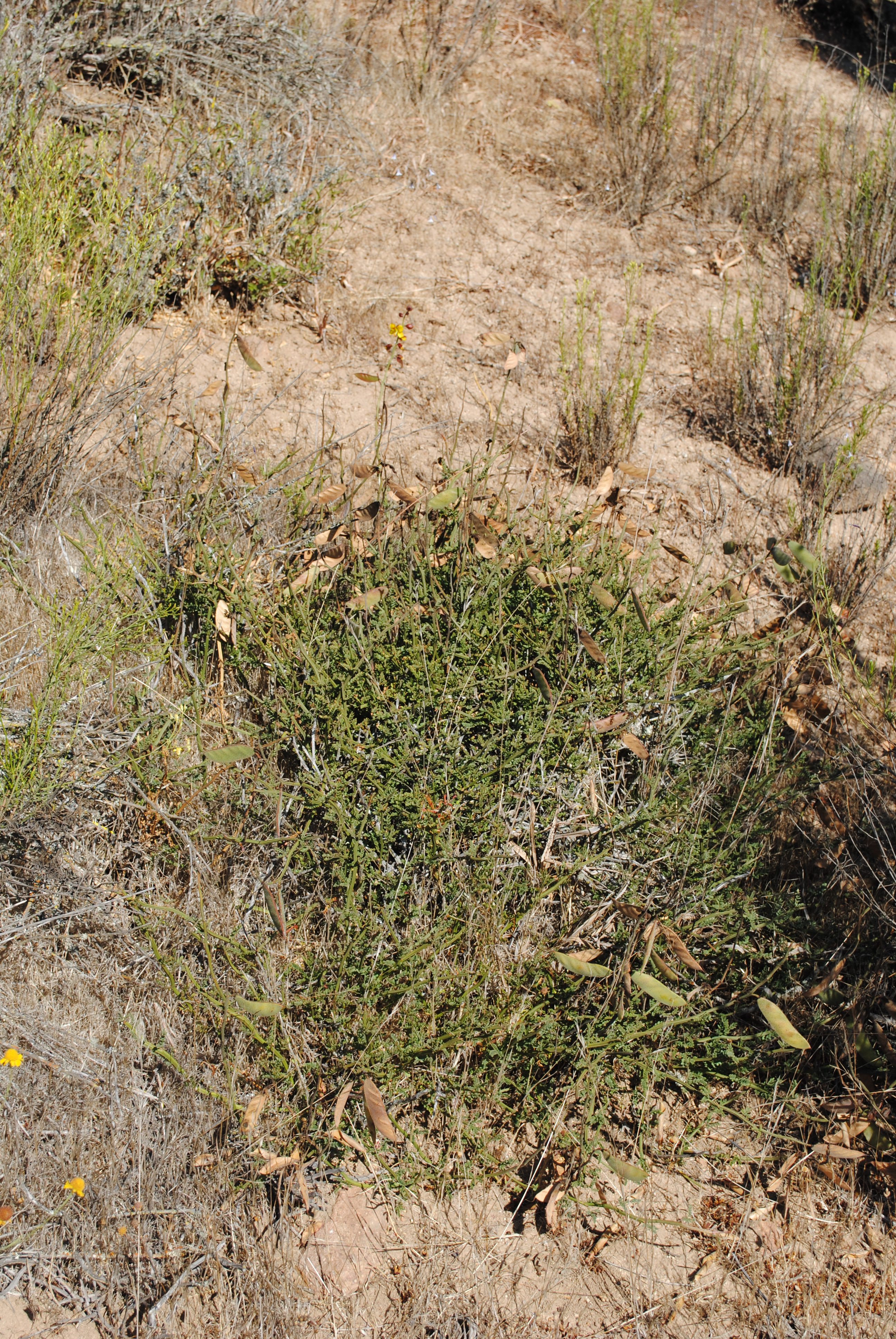
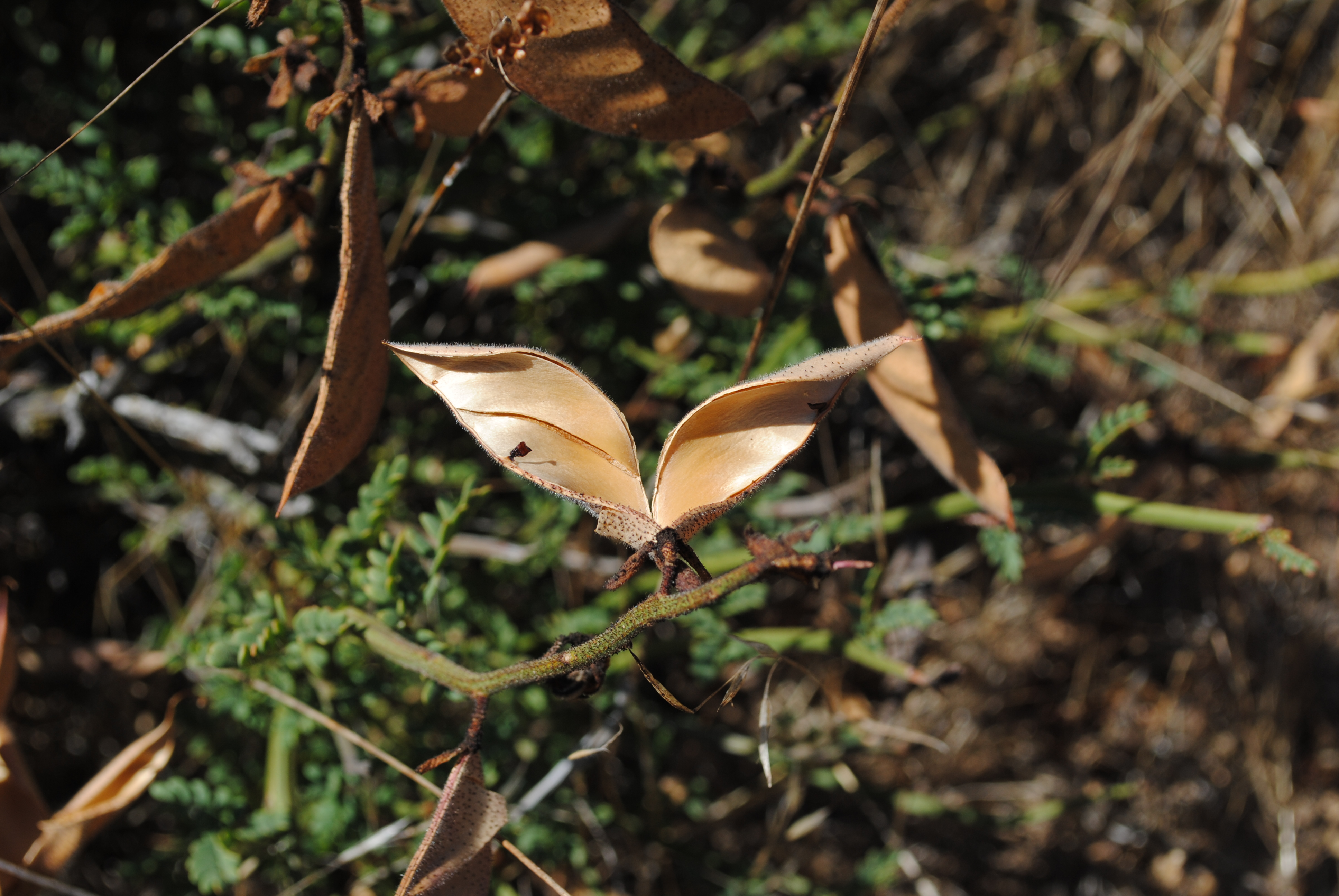
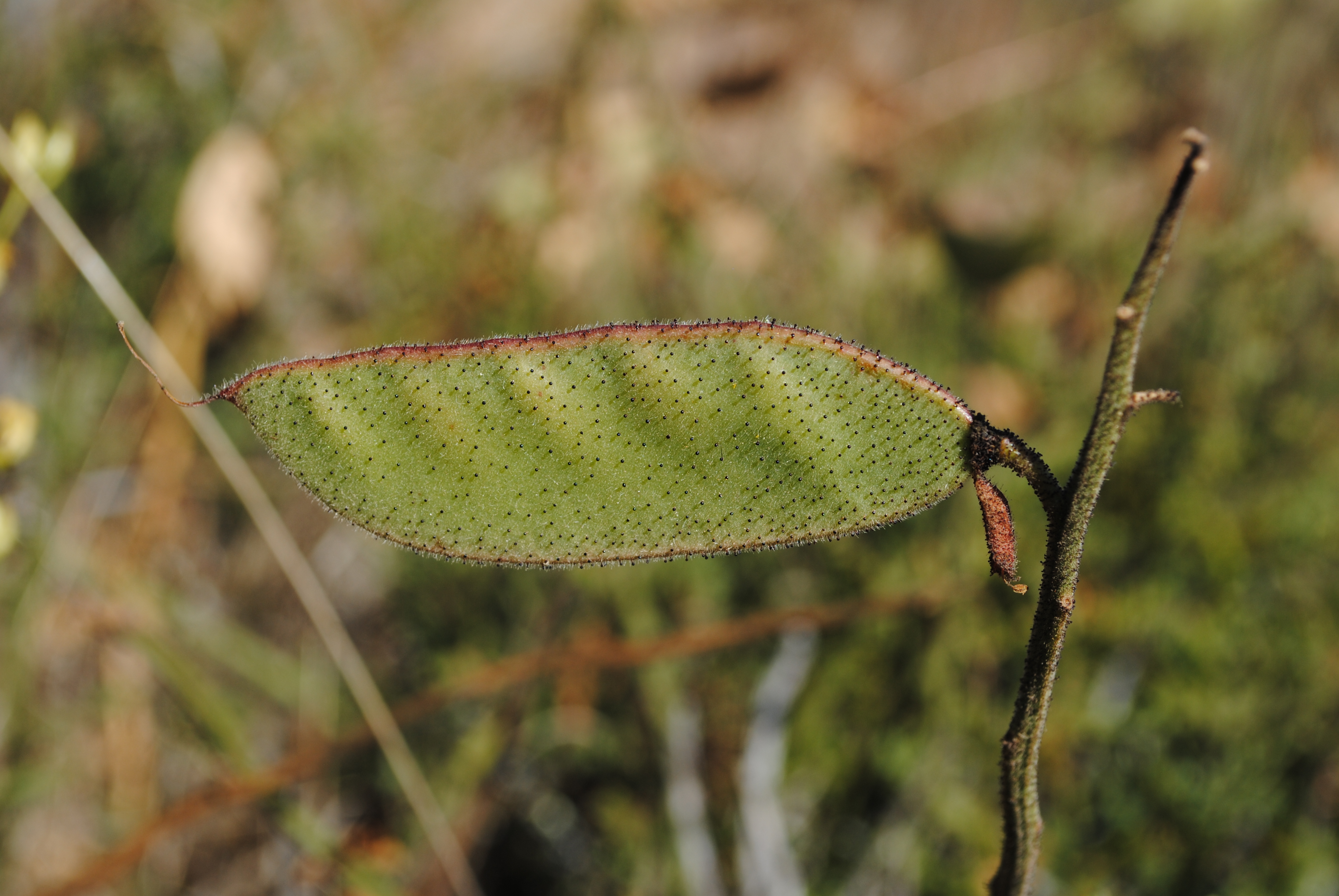
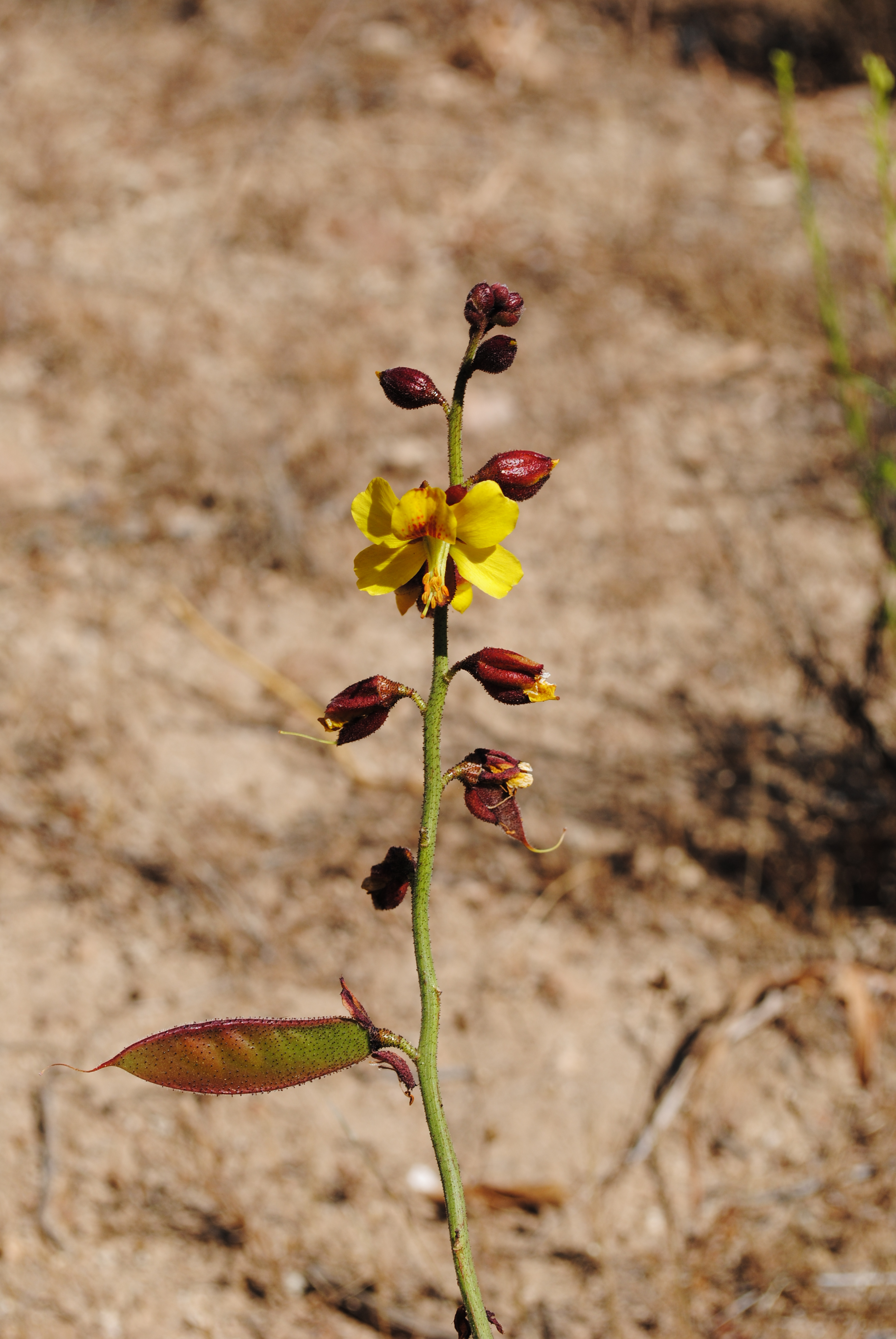